# 5-Fosfonooksi-L-lizinska fosfo-lijaza
5-Fosfonooksi--lizinska fosfo-lijaza (EC 4.2.3.134, 5-fosfohidroksi-L-lizin amoniofosfolijaza, AGXT2L2 (gen)) je enzim sa sistematskim imenom (5R)-5-fosfonooksi-L-lizin fosfat-lijaza (deaminacija, formira (S)-2-amino-6-oksoheksanoat). Ovaj enzim katalizuje sledeću hemijsku reakciju
(5)-5-fosfonooksi-L-lizin +H2O {\displaystyle \rightleftharpoons } ()-2-amino-6-oksoheksanoat + NH3 + fosfat
Ovaj enzim je piridoksal-fosfatni protein.

## Literatura
- Nicholas C. Price; Lewis Stevens (1999). Fundamentals of Enzymology: The Cell and Molecular Biology of Catalytic Proteins (Third изд.). USA: Oxford University Press. ISBN 019850229X.
- Eric J. Toone (2006). Advances in Enzymology and Related Areas of Molecular Biology, Protein Evolution (Volume 75 изд.). Wiley-Interscience. ISBN 0471205036.
- Branden C; Tooze J. Introduction to Protein Structure. New York, NY: Garland Publishing. ISBN 0-8153-2305-0.
- Irwin H. Segel. Enzyme Kinetics: Behavior and Analysis of Rapid Equilibrium and Steady-State Enzyme Systems (Book 44 изд.). Wiley Classics Library. ISBN 0471303097.

## Spoljašnje veze
- 5-phosphonooxy-L-lysine+phospho-lyase на 